# 田渕晋
田渕 晋（たぶち すすむ、1980年7月2日 - ）は、香川県出身の競泳、個人メドレー選手。2000年シドニーオリンピックと2004年アテネオリンピックに出場。コナミスポーツ所属。

## 経歴
香川県立坂出高等学校、早稲田大学教育学部卒業。1998年、高校総体の200m個人メドレーで優勝。2000年日本選手権の男子400m個人メドレーで日本記録（当時・4分16秒04）を樹立して優勝し、シドニー五輪代表に選ばれる。2001年福岡世界選手権で400m個人メドレー4位入賞。2004年日本選手権400m個人メドレーで2位に入り2度目のオリンピック出場を決めた。